# バルテルミー・ド・リル＝ブシャール
バルテルミー・ド・リル＝ブシャール（Barthélémy de l'Isle Bouchard, 1049年 - 1087年）は、中世フランスの貴族で、現在のフランスのサントル行政区アンドル＝エ＝ロワール県に相当する地方であるリル＝ブシャール（フランス語版）の領主であった人物。このコミューンは3.48平方キロメートルの面積を有している。
アリエノール・ダキテーヌの外曽祖父にあたる。

## 家族
バルテルミーは、サン＝パトリス(フランス語版)領主アルシャンボー＝ボレル・ド・ビュエイユ（1019年 - 1068年）とリル＝ブシャール女領主アニェス（1053年 - ?）の間に生まれた。ジェルベルジュ・ド・ブレゾンと結婚し、以下の1女をもうけている。
- アモーベルジュ（1075年 - 1153年） - 結婚によりシャテルロー副伯エメリー1世（1077年 - 1151年11月7日）夫人となるが、夫の君主アキテーヌ公ギヨーム9世に誘拐されて愛人となり、宮殿敷地内のモーベルジョン塔に囲われて「モーベルジョンヌ」等の渾名で呼ばれるようになった。以降、夫の元には戻らずギヨーム9世に連れ添った。エメリー1世[6][7]との結婚で以下4子をもうけている[1][2][3][4][5]。

1. アエノール（1103年 - 1131年頃） - アキテーヌ公ギヨーム10世（1099年 - 1137年4月9日）と結婚。母のエメリー1世夫人アモーベルジュがギヨーム9世の愛妾であったことから、彼女はギヨーム9世の実の娘であり、ギヨーム10世とは父を同じくした異母兄妹である説を唱える者もいる。
2. アマブル（1105年 - ?） - タイユフェル家のアングレーム伯ヴュルグラン2世（1140年没）の2人目の妻。
3. ユーグ3世（1110年頃 - 1176年）- シャテルロー副伯、アランソン伯ジャン1世の娘アリックス・ダランソンと結婚。アリックスの母ベアトリスはアンジュー家のメーヌ伯エリー2世（1110年頃 - 1151年、フルク5世次男）とフィリッパ（フィリップ）・ド・ペルシュの娘にあたる。
4. ラウル（1112年 - 1185年） - フェイ・ラ・ヴィヌーズ領主

アキテーヌ公ギヨーム9世（1071年10月22日 - 1126年2月10日）との間に以下の庶子をもうけたとされる。
- ギヨーム1世（? - 1187年） ‐ ヴァランティノワ伯（フランス語版）、トランカニヴァル家（フランス語版）出身の名前不明の女性と結婚した。